# Veljko Mršić
Veljko Mršić (Spalato, 13 aprile 1971) è un ex cestista, allenatore di pallacanestro e dirigente sportivo croato.

## Carriera

### Giocatore

#### Club
Oltre ai cinque campionati croati vinti con il Cibona e al campionato lituano vinto con lo Žalgiris Kaunas, Mršić fu l'ala piccola titolare della squadra che nel 1998-99 vinse il decimo scudetto della Pallacanestro Varese, con una media personale di 19,7 punti tra regular season e play-off.
All'Unicaja Málaga vinse invece la Coppa Korać 2000-2001.

#### Nazionale
Con la Croazia ha disputato i Giochi olimpici di Atlanta 1996, i Campionati mondiali del 1994 e quattro edizioni dei Campionati europei (1993, 1995, 1999, 2001).

## Palmarès

### Giocatore
- Campionato croato: 5

Cibona Zagabria: 1992, 1992-93, 1993-94, 1994-95, 1997-98
- Campionato lituano: 1

Žalgiris Kaunas: 1996-97
- Campionato italiano: 1

Pall. Varese: 1998-99
- Coppa di Croazia: 1

Cibona Zagabria: 1995
- Coppa Korać: 1

Unicaja Málaga: 2000-01

### Allenatore
- Campionato croato: 3

Cedevita Zagabria: 2015-16, 2016-17
Zara: 2020-21
- Coppa di Croazia: 3

Cedevita Zagabria: 2016, 2017
Zara: 2021